# 남간정사
남간정사(南澗精舍)는 대전광역시 동구 가양동에 있는, 조선 숙종 때 학자인 송시열이 말년에 강학을 위하여 지은 별당건물이다. 1989년 3월 18일 대전광역시의 유형문화재 제4호로 지정되었다.

## 개요
낮은 야산 기슭 숲이 우거진 골짜기에 자리하고 있는 남간정사는 조선 중기의 대학자인 우암 송시열(1607∼1689)이 지은 것이다. 우암은 소제동에 살 때 서재를 짓고 능인암이라 하여 학문을 연마하였다. 숙종 9년(1683) 능인암 아래에 이 건물을 지었는데, 많은 제자를 기르고 그의 학문을 대성한 유서깊은 곳이다.
앞면 4칸·옆면 2칸 규모이며, 지붕은 옆면에서 볼 때 여덟 팔(八)자 모양을 한 팔작지붕이다. 2칸 대청마루를 중심으로 왼편은 앞뒤 통칸의 온돌방을 들였다. 오른편 뒷쪽 1칸은 방으로 하고 앞쪽 1칸은 마루보다 높은 누를 만들어 아래에 아궁이를 설치하였다. 계곡의 샘에서 내려오는 물이 대청 밑을 통하여 연못으로 흘러가도록 하였는데, 이는 우리나라 조경사에서도 매우 중요하고 독특한 양식이다.
건물 앞에는 잘 가꾸어진 넓은 연못이 있어 운치를 더하고 있다. 남간정사 오른쪽에는 일제시대에 소제동에서 옮겨 지은 기국정이, 뒷편 언덕에는 후대에 지은 사당인 남간사가 있다. 또한 송시열의 문집인 『송자대전』 목판을 보관한 장판각이 맞은편 언덕에 있다.
송시열과 관련된 건물이 한 곳에 모여 있어 조선시대 건축 연구에도 좋은 자료가 되고 있다.

## 사진

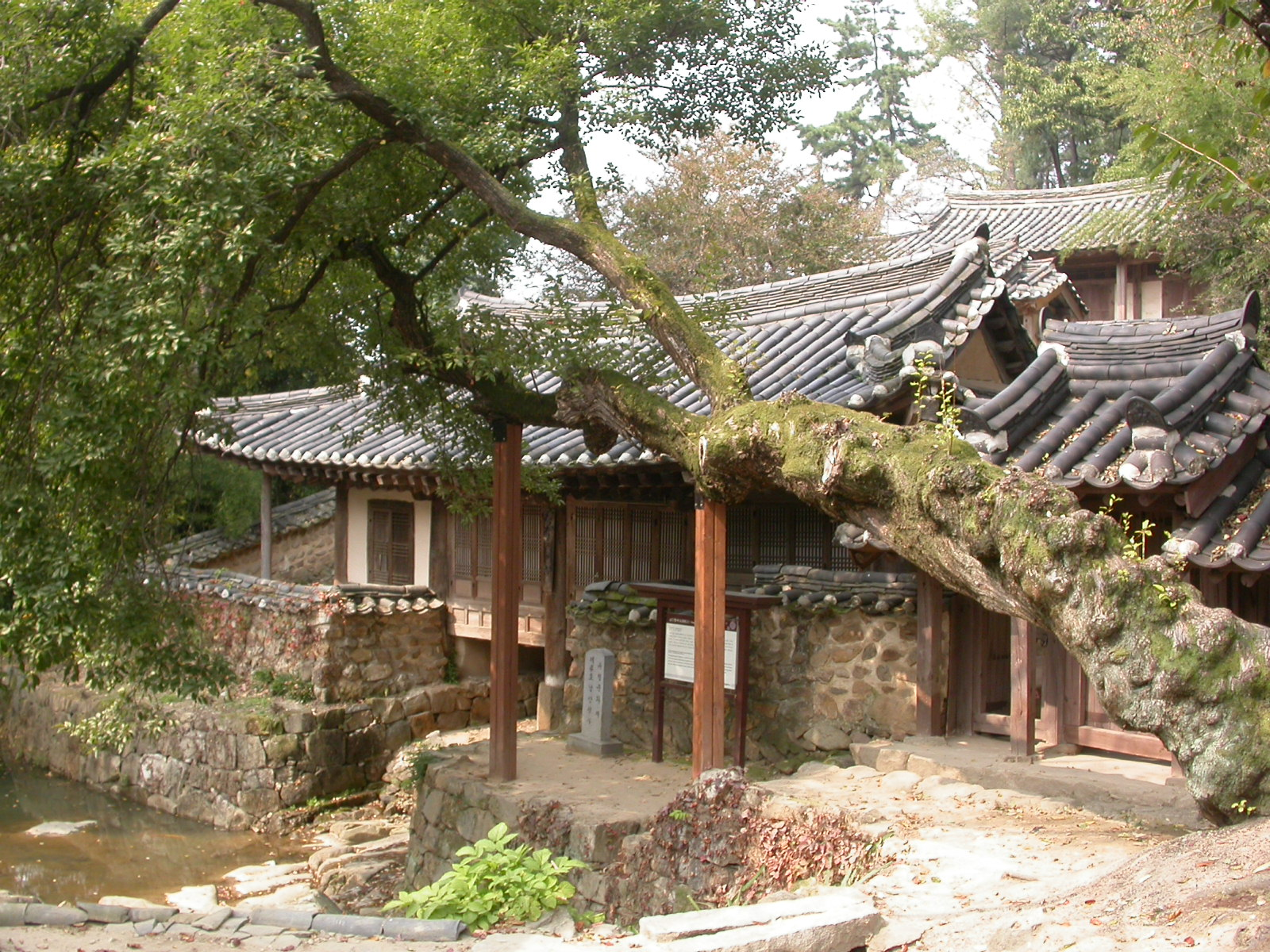
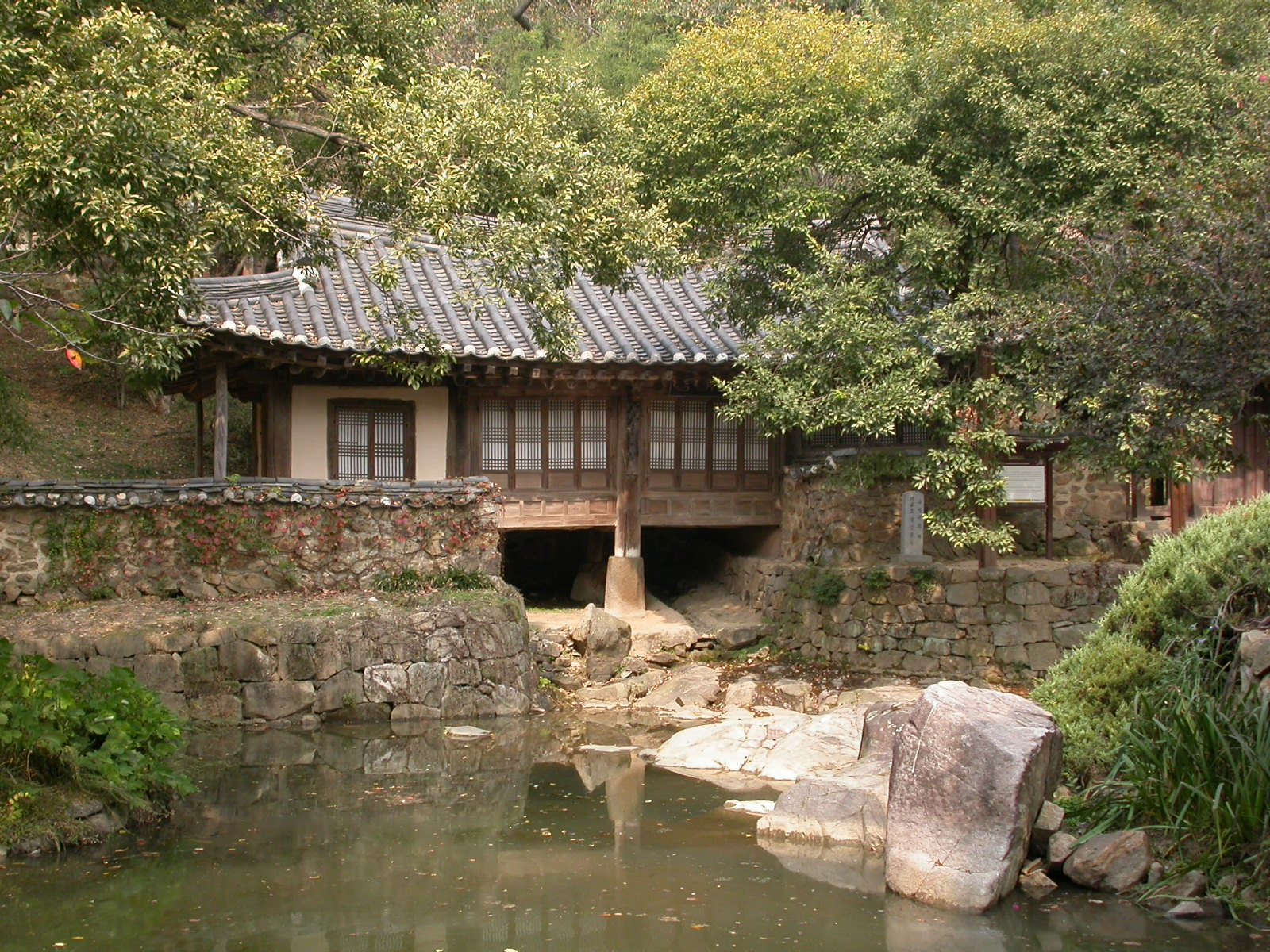
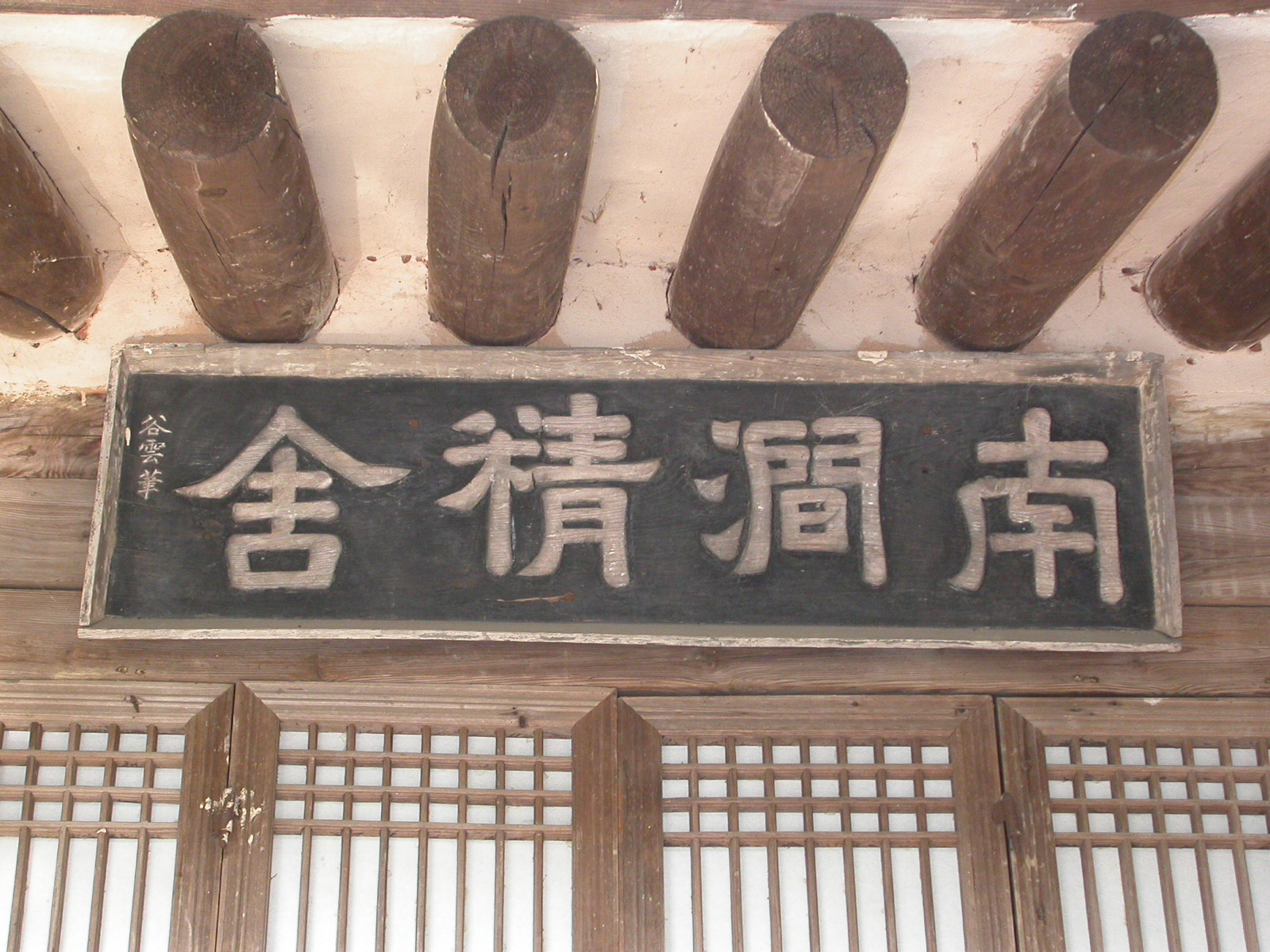

## 같이 보기
- 송시열
- 송자대전
- 우암사적공원

## 참고 자료
- 남간정사 - 국가유산청 국가유산포털
- 남간정사[깨진 링크(과거 내용 찾기)] - 대전광역시 동구청